# John Johnstone (cầu thủ bóng đá người Anh)
John Arthur Johnstone là một cầu thủ bóng đá người Anh có 6 lần ra sân ở vị trí tiền đạo cho Port Vale trong năm 1921 và 1922. Ông là em trai của  Harry Johnstone.

## Sự nghiệp thi đấu
Johnstone gia nhập Port Vale vào tháng 4 năm 1921, có màn ra mắt ngay sau đó. Ông thi đấu 3 trận Second Division ở cả mùa giải 1920-21 và 1921-22, trước khi được cho phép rời khỏi sân The Old Recreation Ground.

## Thống kê
Nguồn:
| Câu lạc bộ | Mùa giải | Hạng đấu        | Giải quốc nội | Giải quốc nội | Cúp FA  | Cúp FA    | Khác    | Khác      | Tổng    | Tổng      |
| Câu lạc bộ | Mùa giải | Hạng đấu        | Số trận       | Bàn thắng     | Số trận | Bàn thắng | Số trận | Bàn thắng | Số trận | Bàn thắng |
| ---------- | -------- | --------------- | ------------- | ------------- | ------- | --------- | ------- | --------- | ------- | --------- |
| Port Vale  | 1920-21  | Second Division | 3             | 0             | 0       | 0         | 0       | 0         | 3       | 0         |
| Port Vale  | 1921-22  | Second Division | 3             | 0             | 0       | 0         | 0       | 0         | 3       | 0         |
| Port Vale  | Tổng     | Tổng            | 6             | 0             | 0       | 0         | 0       | 0         | 6       | 0         |